# Municipio de Miles
El municipio de Miles (en inglés: Miles Township) es un municipio ubicado en el condado de Centre en el estado estadounidense de Pensilvania. En el año 2000 tenía una población de 1.573 habitantes y una densidad poblacional de 9.7 personas por km².

## Geografía
El municipio de Miles se encuentra ubicado en las coordenadas 40°56′00″N 77°30′59″O / 40.93333, -77.51639.

## Demografía
Según la Oficina del Censo en 2000 los ingresos medios por hogar en la localidad eran de $33,074 y los ingresos medios por familia eran de $36,063. Los hombres tenían unos ingresos medios de $24,205 frente a los $23,500 para las mujeres. La renta per cápita de la localidad era de $13,180. Alrededor del 15% de la población estaba por debajo del umbral de pobreza.